# دييغو بيرت
دييغو بيرت (بالإسبانية: Diego Bertie)‏ هو ممثل بيروفي، ولد في 2 نوفمبر 1967 بليما في بيرو.

## وصلات خارجية
- دييغو بيرت على موقع IMDb (الإنجليزية)
- دييغو بيرت على موقع ألو سيني (الفرنسية)
- دييغو بيرت على موقع قاعدة بيانات الفيلم (الإنجليزية)